# Maria Antonieta Cot i Miralpeix
Maria Antonieta Cot i Miralpeix (Mataró, 1910 – Barcelona, 25 d'octubre de 1994), fou bibliotecària i va exercir la seva professió a la Biblioteca Santiago Rusiñol de Sitges, a la Biblioteca de Catalunya i a la Central de Biblioteques populars.

## Biografia
M. Antonieta Cot va ingressar a l'Escola de Bibliotecàries el setembre de 1935. En acabar els estudis, el curs 1938–1939, va treballar amb Rosa Ricart, a la biblioteca de la mateixa Escola. Hi ha constància que van mantenir el servei fins al mateix dia en què les tropes franquistes entraven a Barcelona. Acabada la guerra va treballar a la Biblioteca Santiago Rusiñol de Sitges fins al 1944, primer sota la direcció de Pilar Casas i poc després com a directora. Aquells van ser uns anys difícils per a les biblioteques: esporgades dràstiques dels fons, una censura estricta i la imposició d'actes dominats per la ideologia del règim. Tanmateix, amb la sòlida formació professional rebuda a l'Escola de Bibliotecàries, M. Antonieta Cot, com tantes altres bibliotecàries d'aquella època, va saber fer front a la situació i va convertir la biblioteca de Sitges en un lloc d'interès i de reunió.
L'any 1944 va ser destinada a la Biblioteca de Catalunya, on treballà en diverses seccions, i molt poc després va entrar a la Central de Biblioteques Populars, d'on ja no es va moure fins a la seva jubilació, el 1980. Hi treballà primer com a col·laboradora de Justa Balló, que n'era la directora, i quan es va jubilar, el maig de 1969, ella mateixa dirigí el servei.
Durant els anys seixanta va aconseguir que la Diputació organitzés classes de català a l'Escola de Bibliotecàries i a les biblioteques populars, i a la reunió anual de bibliotecàries de 1958 organitzà una representació de La pell de brau, de Salvador Espriu, a càrrec de l'alumnat del FAD.
A més de les seves aportacions a l'anuari de les Biblioteques populars, M. Antonieta Cot va participar en congressos internacionals i nacionals i va ser col·laboradora de les revistes Biblioteconomia i San Jorge. El tema central dels seus articles eren les biblioteques populars i els seus diversos aspectes d'organització i de servei.
La Biblioteca Vallcarca i els Penitents de Barcelona, inaugurada el 10 d'octubre de 2011, s'anomena Mª Antonieta Cot Miralpeix en homenatge a la feina feta per aquesta bibliotecària en una època tan plena de dificultats com va ser la de la dictadura franquista.